# Huberia peruviana
Huberia peruviana är en tvåhjärtbladig växtart som beskrevs av Célestin Alfred Cogniaux. Huberia peruviana ingår i släktet Huberia och familjen Melastomataceae. Inga underarter finns listade i Catalogue of Life.